# Oberweseler Beschlüsse
Mit den Oberweseler Beschlüssen vom 21. September 1952 brach der Deutsche Sportbund den deutsch-deutschen Sportverkehr und damit die gesamtdeutschen Sportveranstaltungen ab.
Auslöser dafür war das Gerücht, dass alle in die Ostzone reisenden West-Berliner Sportler einen Fragebogen ausfüllen sollten, um Auskunft darüber zu geben, ob Adressen geflüchteter Sportler aus dem Osten bekannt seien, sowie über die eigenen Lohnverhältnisse und Arbeitgeber. Der DSB fasste aufgrund des gemeldeten Vorfalles bei einem Meeting in Oberwesel am 21. September 1952 den Beschluss, den deutsch-deutschen Sportverkehr abzubrechen.
Die Behauptung erwies sich später als unwahr: Ein Mitglied des West-Berliner Fußballclubs Südwest war beim Abholen seines Passierscheins von der Volkspolizei zu Flüchtlingen befragt worden und hatte diesen Vorfall dem West-Berliner Fußballpräsidenten Paul Rusch gemeldet. Rusch leitete den Vorfall an den West-Berliner Sportverband weiter, der dies dann dem DSB meldete. Auf dem Instanzenweg war allerdings aus einer Befragung eine grundsätzliche Befragung aller Sportler geworden. Nach Verhandlungen im Dezember 1952 in Berlin wurden die Beschlüsse aufgehoben und DSB und Deutscher Sportausschuss vereinbarten eine intensive Zusammenarbeit.